# Međurječje
Međurječje (cyr. Међурјечје) – wieś w Bośni i Hercegowinie, w Republice Serbskiej, w gminie Čajniče. W 2013 roku liczyła 76 mieszkańców.